# Émilie Heymans
Émilie-Joane Heymans (Bruxelas, 14 de dezembro de 1981) é uma saltadora canadiana, medalhista olímpica.

## Carreira

### Londres 2012
Émilie Heymans representou seu país nos Jogos Olímpicos de Verão de 2012, na qual conquistou uma medalha de bronze, no trampolim sincronizado com Jennifer Abel.